# Черепаховий кріль
Черепаховий — порода середніх за розмірами кролів м'ясо-шкуркового напряму.

## Біологічні характеристики
Величина черепахових кролів середня, але конституція у них міцна, будова тіла — пропорційна. Дорослі кролики досягають маси 4,5 кілограма. Самки черепахових кролів готові до спаровування через 4,5-5 місяців, самці трохи пізніше — через 6 місяців. Після спарювання, через 30 діб відбувається пологи, і з'являються кроленята в кількості 8-9 штук. Матусі черепахових кроликів дуже турботливі і у них велика молочність. Вони врівноважені, мають багато молока, що позитивно впливає на збереження кроленят. Тому кроленята виростають і зберігаються практично всі і швидко набирають у вазі. До того ж, кролики черепахової породи не вибагливі в годівлі та утриманні.

## Хутро
Розведення цієї породи націлено на отримання в першу чергу високоякісних шкурок, а потім вже м'яса. У черепахового кролика оригінальний колір хутра — жовто-червоний. Через нього і отримала свою назву порода.
З шкурок черепахових кроликів шиють хутряні вироби високої якості, які мають відмінний натуральний вигляд. Все це набагато підняло цінову планку на хутро кролів цієї породи.